# Ósmy dzień tygodnia (album)
Ósmy dzień tygodnia – pierwszy solowy album Jacka „Dżej Dżeja” Jędrzejaka, lidera zespołów Big Cyc i Czarno-Czarni, wydany w 2021 przez Rock Revolution. 
Muzyka i teksty są w całości autorstwa Dżej Dżeja. Jedynym zaproszonym gościem na płycie jest syn wykonawcy, Kacper "Kacpersky" Jędrzejak, który śpiewa piosenkę "Sushi". Producentem płyty i wykonawcą muzyki jest Robert Cichy. Teledysk do promującego płytę utworu "Dom" wyprodukował Darek Szermanowicz z "Grupy 13". W związku z pandemią płyta została nagrana w systemie home office.

Słychać, że artyści bawią się akordami i brzmieniem, a fani mogą spodziewać się zgrabnych, ale nie banalnych melodii, tekstów zmuszających do refleksji nad życiem, nie mniej jednak ze sporą dawką optymizmu.

## Lista utworów
1. Nerd
2. Kluczyki
3. Happy & Slowly
4. Mroczny rycerz
5. Sam
6. Dom
7. Zamknij drzwi
8. Zimny wiatr
9. Tofu, trotyl, wanilia
10. Sushi (gościnnie: Kacpersky)

Źródło: 

## Twórcy
- Jacek Jędrzejak – wokal,
- Robert Cichy – realizacja nagrań, gitary, syntezatory, buzuki, banjo
- Kacper Jędrzejak – wokal